# 徐釚

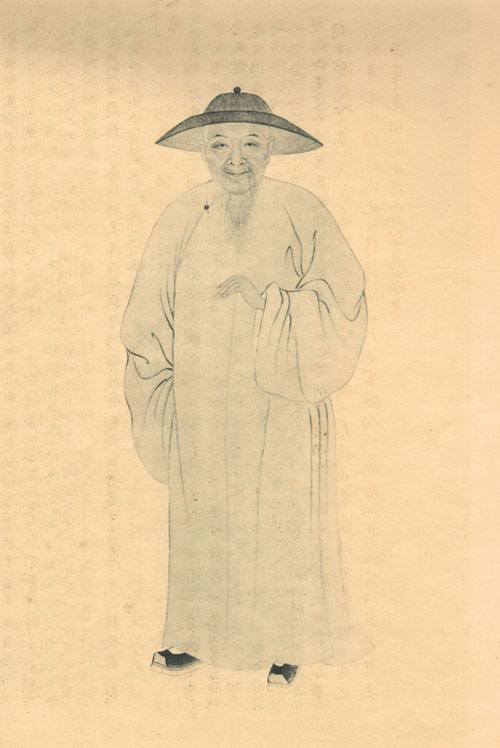
《清代學者像傳》第一集之徐釚

徐釚（1635年—1708年），南直隸蘇州府吳江縣（今江蘇省吳江縣）人，明清政治人物。
徐釚於崇禎八年（1635年）十二月初四出生，早年以計東為師，讀書於南州草堂。後入宋實穎門下。少年成名，失意于科考。康熙七年（1668年），好友程康莊任蕪湖郡司馬，招徐釚入幕。十一年，徐釚應計東之邀遂至北京，與朱爾邁、馮溥、周在浚、宋思玉、周綸、王鴻緒、汪懋麟、紀映鍾等有唱酬。龔鼎孳於臨歿謂梁清標曰：“負才子如徐君，可使之不成名耶？”康熙十七年（1678年），朝廷詔博學鴻儒，梁清標薦舉徐釚，康熙十八年（1679年），登博學鴻詞科，授翰林院檢討，參修《明史》，著俞大猷、戚繼光、劉顯、馬芳諸大將軍傳，行文縝密，“一时推大作手”。康熙二十一年（1682年），因病告假歸里，二十五年（1686年），入京補官翰林院檢討，因與同官爭修改史稿而被外放，康熙二十六年（1687年）辭歸。康熙四十二年（1703年），帝南巡至吴江，徐釚偕在籍诸臣接驾。康熙四十八年（1709年）十月二十一日，卒。另著有《南州草堂集》、《南州草堂續集》、《詞苑叢談》、《南洲草堂詞話》、《楓江漁父圖詠》等。